# Christian Jacobæus
Anton Christian Jacobæus (1911 à Stockholm, Suède - 1988) est un ingénieur électricien suédois, connu pour ses contributions à l'ingénierie du télétrafic, en particulier dans la conception du commutateur crossbar moderne utilisé pour la commutation téléphonique.

## Biographie
Christian Jacobæus est le fils de Hans Christian Jacobæus (en). Il est diplômé du Royal Institute of Technology (KTH) en 1933 avec une maîtrise en génie électrique. En 1935, il part travailler pour Ericsson, où il fait toute sa carrière professionnelle. En 1950, il obtient son doctorat en génie électrique, également de KTH. Sa thèse intitulée Une étude de la congestion dans les systèmes de liaison est déterminante dans la conception efficace des commutateurs crossbar. Il devient directeur technique en 1950, puis vice-président senior de 1963 jusqu'à sa retraite en 1976. Il reste ensuite comme consultant auprès de la direction de l'entreprise.
Il est membre de l'Académie royale des sciences de l'ingénieur de Suède de 1957 à 1988, dont il est vice-président de 1979 à 1981, et membre de l'Académie royale des sciences de Suède à partir de 1974. Il est membre de l'IEEE depuis 1977.
En 1979, il reçoit la Médaille Alexander Graham Bell de l'IEEE.